# Timotej
Timotej nebo též Timoteus je mužské jméno řeckého původu. Jeho původní řecký tvar, Timotheos, přešel do latiny jako Timotheus. Skládá se ze slov „timan“, oslavovat, a „theos“ tj. Bůh. V katolickém kalendáři má jmeniny 26. ledna, podle českého kalendáře má jmeniny 24. ledna.
Ženská podoba tohoto jména je Timotea, k roku 2016 žily v Česku dvě nositelky tohoto jména. Český překlad tohoto jména je Bohuslav.

## Známí nositelé jména
- Těmové z Koldic – šlechtici
- Timotej Giaccardo – italský presbyter
- Timotej Královič – slovenský fotbalista
- Timoteus Lovčáni – slovenský evangelický kazatel
- Timoteus Pokora – český sinolog
- Timotej z Rabštejna – probošt litoměřické kapituly svatého Štěpána
- Timotej Záhumenský – slovenský fotbalista
- Timoteus Čestmír Zelinka - historik[2]